# El Molinón
Das Estadio Municipal El Molinón, offiziell Estadio Municipal El Molinón – Enrique Castro Quini, ist ein Fußballstadion in der spanischen Stadt Gijón, Autonome Gemeinschaft Asturien. Es ist die Heimstätte des Fußballclubs Sporting Gijón, der gegenwärtig in der Segunda División spielt. Es bietet Platz für 29.281 Zuschauer. Ende Februar 2018 erhielt die Spielstätte den Namenszusatz des kurz zuvor verstorbenen Fußballspielers Quini.

## Geschichte

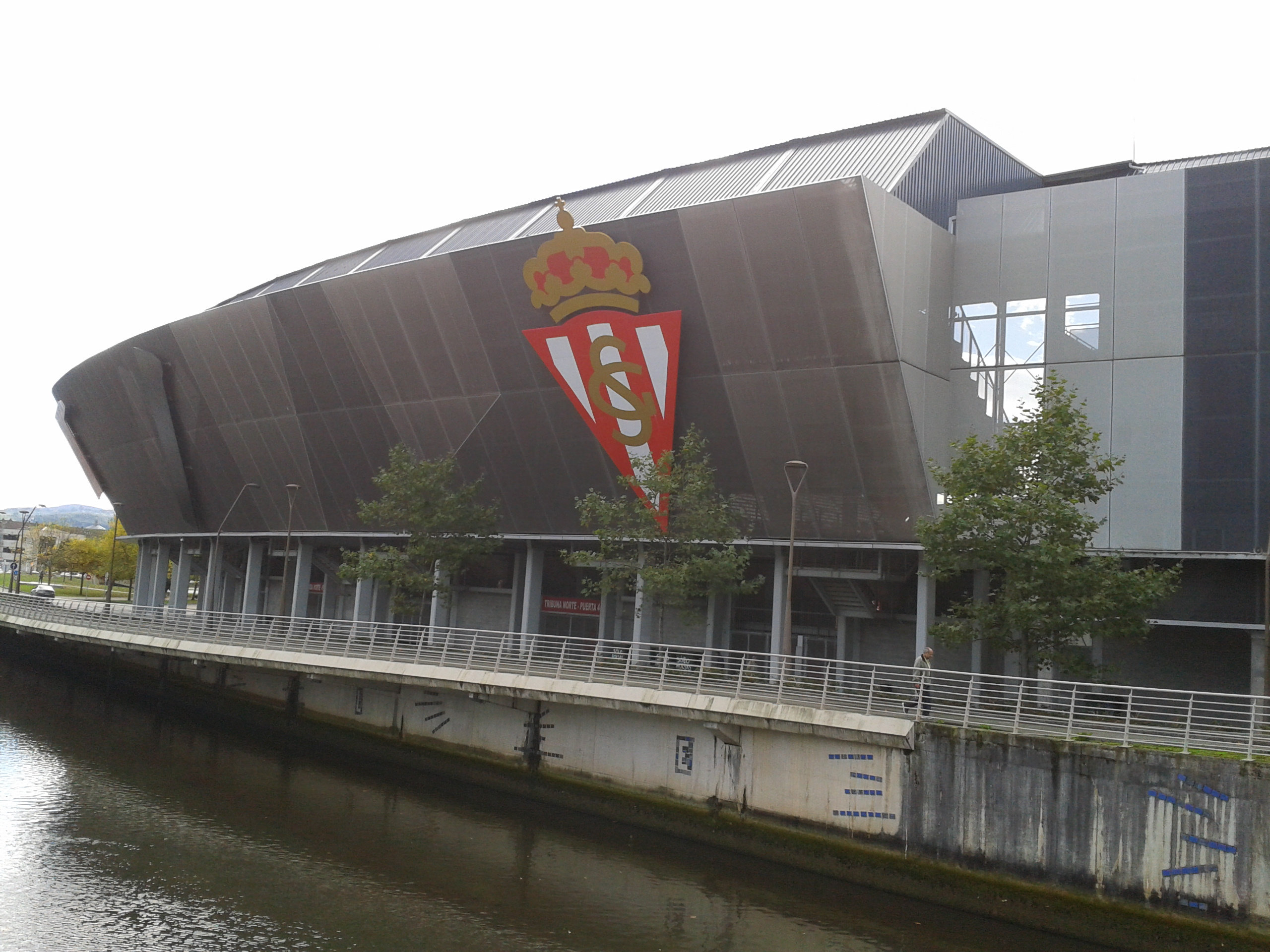
Die Nordseite des Stadions am Río Piles

Das Estadio Municipal El Molinón wurde 1908 eingeweiht und gilt als das älteste Fußballstadion Spaniens. Erstmals für ein Pflichtspiel genutzt wurde es 1917 bei einem Pokalspiel zwischen Sporting Gijón und Arenas Club de Getxo, welches der Gast mit 1:0 für sich entscheiden konnte. Seit 1915 nutzt der örtliche Verein Sporting Gijón das Stadion als Austragungsort für seine Heimspiele. Der größte Erfolg des Vereins war ein zweiter Rang in der Primera División 1978/79. Die einzigen Titel des Vereins waren fünf Meisterschaften in der Segunda División.
Das Estadio Municipal El Molinón war einer der Austragungsorte für die Fußball-Weltmeisterschaft 1982, die Spanien ausrichtete. Damals bot das Stadion Platz für 45.000 Zuschauer. Aktuell beträgt die Kapazität 29.281 Zuschauerplätze, nachdem man in der Saison 2009/10 eine kleine Renovierung vorgenommen hatte und dabei einige Plätze dem zuvor 25.000 Zuschauer fassenden Stadion hinzufügte. Bei der Weltmeisterschaft fanden zwei denkwürdige Spiele in Gijón statt. Zum einen wurde der zum damaligen Zeitpunkt zweimalige Weltmeister Deutschland in der Vorrunde von Algerien mit 2:1 besiegt.
Viel berühmter jedoch ist das dritte Spiel bei dieser Weltmeisterschaft im El Molinón, wo sich Deutschland und Österreich zum abschließenden Gruppenspiel gegenüberstanden. Nachdem zuvor Algerien Chile besiegt hatte, reichte beiden ein knapper Sieg der Deutschen zum Weiterkommen. Was nun folgte, ging als Nichtangriffspakt von Gijón in die Geschichte der Fußball-Weltmeisterschaft ein, denn nach einem frühen Tor für Deutschland durch Horst Hrubesch stellten beide Mannschaften das Spiel vollständig ein und schoben sich nur noch den Ball zu. Seit diesem Spiel und der offensichtlichen Manipulation finden die abschließenden Gruppenspiele bei Fußball-Weltmeisterschaften immer zeitgleich statt.
Spanien ist neben Portugal, Marokko, Uruguay, Argentinien, Paraguay der Hauptausrichter der Fußball-Weltmeisterschaft 2030. Das „El Molinón“ steht auf einer Liste von 15 spanischen Stadien für das Turnier. Im September 2022 genehmigte der Stadtrat von Gijón die Renovierung der Spielstätte für 40 Millionen Euro. Im Februar 2024 wurde der Entwurf des mexikanischen Architekturbüro Sordo Madaleno und Orlegi Sports vorgestellt. Das „El Molinón“ würde den Anforderungen der FIFA angepasst und für das WM-Turnier temporär auf 42.650 Plätze erweitert. Auf der Nord- und Südtribüne hinter den Toren werden knapp 6000 Sitzplätze hinzugefügt, während auf der neuen Westtribüne mit einer dauerhaften Kapazität von 10.550 und 9000 temporären Sitzplätzen im Oberrang entstehen würden. Alle Tribünen würden überdacht. Die halboffene Fassade soll aus rotem Beton und Stahl bestehen. Markantestes Merkmal der Renovierungspläne sind zehn überdachten Rampen, die sich um das Stadion ranken. Nach der Weltmeisterschaft soll das Stadion 33.650 Plätze bieten.

## Spiele der Fußball-Weltmeisterschaft 1982 in Gijón
- 16. Juni 1982, Gruppe 2:  BR Deutschland –  Algerien 1:2 (0:0)
- 20. Juni 1982, Gruppe 2:  BR Deutschland –  Chile 4:1 (1:0)
- 25. Juni 1982, Gruppe 2:  BR Deutschland –  Österreich 1:0 (1:0)

## Spiele der spanischen Fußballnationalmannschaft in Gijón
Bis dato trug La Furia Roja elf Länderspiele im El Molinón aus. In den Partien blieb man mit acht Siegen und drei Unentschieden ungeschlagen. (Stand: 20. Februar 2024)
- 22. Apr. 1928:  Spanien –  Königreich Italien 1:1 (FS)
- 29. Mär. 1978:  Spanien –  Norwegen 3:0 (FS)
- 16. Apr. 1980:  Spanien –  Tschechoslowakei 2:2 (FS)
- 24. Sep. 1986:  Spanien –  Griechenland 3:1 (FS)
- 12. Sep. 1990:  Spanien –  Brasilien 3:0 (FS)
- 11. Okt. 1997:  Spanien –  Färöer 3:1 (WM-Q)
- 31. Mär. 2004:  Spanien –  Dänemark 2:0 (FS)
- 17. Aug. 2005:  Spanien –  Uruguay 2:0 (FS)
- 22. Mär. 2013:  Spanien –  Finnland 1:1 (WM-Q)
- 24. Mär. 2017:  Spanien –  Israel 4:1 (WM-Q)
- 08. Sep. 2019:  Spanien –  Färöer 4:0 (EM-Q)